# Рожанський Микола Аполлінарійович
Рожанський Микола Аполлінарійович (16 (28) червня 1884, Київ — 25 листопада 1957, Ростов-на-Дону) — радянський фізіолог, академік АМН СРСР (1945), заслужений діяч науки РРФСР (1947).

## Із життєпису
У 1909 закінчив Київський університет. У 1910-12 в лабораторії І. П. Павлова вивчав механізм сну. У 1912-16 — в Московському університеті. З 1916 викладав в Ростовському університеті (з 1921 професор). Основні праці по фізіології травлення, кровообігу, сну, загальної фізіології, фізіології праці і харчування. Особливу увагу приділяв функціям глибинних структур (підкіркових вузлів) головного мозку та їх ролі в вищої нервової діяльності.

## Твори
- Практичні заняття з фізіології тварин, М, 1932; (рос.)
- Матеріали до фізіології сну, М . 1954 (літ.); (рос.)
- Нариси з фізіології нервової системи, Л., 1957. (рос.)
- Воронін Л. Г., Н. А. Рожанський, «Журнал вищої нервової діяльності», 1958, т. 8, ст. 1. (рос.)